# Syrdarja
Syrdarja (russisk: Сырдарья, kasakhisk: Сырдария, tadsjikisk: Сирдарё) er en centralasiatisk flod som er 2.337 km lang.
Syrdarja begynder ved sammenløbet af floderne Naryn og Kara-Darja, som begge udspringer i Kirgisistan, i den usbekiske del af Ferganadalen.
Derfra løber den mod vest og nordvest gennem Usbekistan, nordspidsen af Tadsjikistan og det sydlige Kasakhstan til den udmunder i den nordlige side af resterne af Aralsøen. Syrdarja har et afvandingsområde på over 400.000 km², men det er ikke mere end 200.000 km² som reelt bidrager til flodens beskedne vandføring på 37 km³ – det halve af søsterfloden Amu Darjas – idet bifloderne Chu og Sarysu normalt tørrer ud før de når Syrdarja.
Syrdarja bruges til vanding af nogle af de mest produktive bomuldsdyrkende regioner i Centralasien. Kraftig udbygning af vandingskanaler i sovjettiden til at vande bomuld og ris har forårsaget økologisk skade på området. Vandmængden der blev taget fra floden, var så stor at der på nogle tider af året slet ikke nåede vand frem til Aralsøen. Det samme gælder også Amu Darja.

## Historie
Under Aleksander den Store var Syrdarja (oldgræsk Ἰαξάρτης, Jaxartes) den nordlige grænse for de græske erobringer, og også stedet for et berømt slag, Slaget ved Jaxartes. Aleksander placerede en garnison som han kaldte Alexandria Eschate ved Syrdarjas bred i 329 fvt. Byen hedder nu Khujand.